# الليبرالية في ألمانيا
 يهدف هذا المقال إلى تقديم مخطط تاريخي لليبرالية في ألمانيا. إن الأحزاب الليبرالية التي تم التعامل معها في الجدول الزمني أدناه هي، إلى حد كبير، تلك التي حصلت على دعم كاف في وقت أو آخر لتمثيلها في البرلمان. ومع ذلك، لم تسم جميع الأطراف المشمولة بذلك، بالضرورة بأنها «ليبرالية».

## التاريخ

### من حزب التقدم الألماني إلى حزب الدولة الألمانية
- 1861: اتحد الليبراليين في حزب التقدم الألماني (Deutsche Fortschrittspartei)
- 1867: انفصل الفصيل المعتدل عن الحزب الوطني الليبرالي
- 1868: انفصل فصيل ألماني جنوبي راديكالي عن حزب الشعب الديمقراطي
- 1884: اندمج الحزب مع «الاتحاد الليبرالي» في الحزب المستقل الألماني (Deutsche Freisinnige Partei)
- 1893: الانشقاق الحزبي في حزب الشعب الحر (Freisinnige Volkspartei) والاتحاد الحر (Freisinnige Vereinigung)
- 1910: اندمجت FVP مع الاتحاد المستقل وحزب الشعب الألماني في حزب الشعب التقدمي (Fortschrittliche Volkspartei)
- 1918: أعيد تنظيم الحزب ليصبح الحزب الديمقراطي الألماني (Deutsche Demokratische Partei)، والذي يضم أجزاء من الحزب الوطني الليبرالي
- 1930: قام الحزب الديمقراطي المسيحي في محاولة للبقاء على قيد الحياة بإعادة تنظيم نفسه في الدولة الطرف الألمانية (Deutsche Staatspartei)
- 1933: اضطر الحزب إلى حل نفسه

### حزب الشعب الألماني (1868)
- 1868: قام فصيل راديكالي من حزب التقدم الألماني بتشكيل حزب الشعب الألماني (Deutsche Volkspartei)
- 1910: اندمج الشعب الألماني في حزب الشعب التقدمي

### الحزب الليبرالي الوطني / حزب الشعب الألماني (1918)
- 1867: شكل فصيل يميني من حزب التقدم الألماني الحزب الليبرالي الوطني (Nationalliberale Partei)
- 1871: قام فصيل محافظ من حزب التحرير الوطني بتشكيل الحزب الليبرالي الإمبراطوري (Liberale Reichspartei)
- 1880: انفصل فصيل يساري عن الاتحاد الليبرالي
- 1918: تم إعادة تنظيم NLP في حزب الشعب الألماني (Deutsche Volkspartei)، انضم جزء من الحزب إلى الحزب الديمقراطي الألماني
- 1933: تم حل الحزب

### الاتحاد الليبرالي
- 1880: قام فصيل يساري من الحزب الوطني الليبرالي بتشكيل الاتحاد الليبرالي (Liberale Vereinigung)
- 1884: اندمج الحزب مع حزب التقدم الألماني في حزب المستقل الألماني

### الاتحاد المستقل
- 1893: انقسم الحزب الألماني المستقل إلى الاتحاد المستقل (Freisinnige Vereinigung) وحزب الشعب Freeminded
- 1903: انضم الاتحاد الاجتماعي الوطني إلى الاتحاد الحر
- 1908: انفصل فصيل يساري عن الاتحاد الديمقراطي
- 1910: اندمج الحزب في حزب الشعب التقدمي

### الاتحاد الاجتماعي الوطني
- 1896: تم تشكيل الاتحاد الاجتماعي الوطني (Nationalsozialer Verein)
- 1903: تم حل الحزب وانضم الأعضاء إلى «الاتحاد الحر»

### الاتحاد الديمقراطي
- 1908: قام فصيل يساري من «الاتحاد الحر» بتشكيل الاتحاد الديمقراطي (Demokratische Vereinigung)
- 1918: انضم فلول الاتحاد إلى الحزب الديمقراطي الألماني

### من الحزب الديمقراطي الليبرالي في ألمانيا إلى تحالف الديمقراطيين الأحرار (GDR)
- 1945: أعاد الليبراليون في ألمانيا الشرقية تنظيم أنفسهم في الحزب الديمقراطي الليبرالي في ألمانيا (Liberal-Demokratische Partei Deutschlands). منذ عام 1949، أصبح الحزب تحت سيطرة الديكتاتورية الشيوعية
- 1990: استعاد الحزب الديمقراطي الليبرالي الديمقراطي مكانته الليبرالية واختصر اسمه في فبراير / شباط ليصبح الحزب الليبرالي الديمقراطي (ليبرال-ديموكراتيش بارتي). وفي الشهر نفسه، انضم إلى الحزب الديمقراطي الحر (GDR) الذي تم تأسيسه حديثًا (Freie Demokratische Partei (DDR)) وحزب المنتدى الألماني (Deutsche Forumpartei) إلى رابطة الديمقراطيين الأحرار (Bund Freier Demokraten). في مارس / آذار، استوعبت رابطة الديمقراطيين الأحرار الحزب الوطني الديمقراطي في ألمانيا (Nationaldemokratische Partei Deutschlands)، وأخيراً اندمج في أغسطس / آب في الحزب الديمقراطي الحر الحالي.

### الحزب الديمقراطي الحر
- 1945-1946: أعاد الليبراليون في ألمانيا الغربية تنظيم أنفسهم في أحزاب إقليمية
- 1948: اندمجت الأحزاب الليبرالية الإقليمية في الحزب الديمقراطي الحر (Freie Demokratische Partei)
- 1956: انفصل فصيل محافظ وشكل حزب الشعب الحر (ألمانيا) (Freie Volkspartei)
- 1982: انفصل فصيل يساري عن «الديمقراطيين الأحرار»
- 1990: دمج الحزب الديمقراطي الحر «رابطة الديمقراطيين الأحرار»

### الديمقراطيين الليبراليين
- 1982: قام فصيل يساري من «الحزب الديمقراطي الحر» بتشكيل حزب الديمقراطيين الأحرار (Liberale Demokraten)، دون نجاح.

### الليبراليون الجدد
- 2014: شكل فصيل يساري من «الحزب الديمقراطي الحر» الليبراليين الجدد الحاليين (نيوي ليبرالي)، المتنافس في انتخابات ولاية هامبورغ 2015

## القادة الليبراليين
- الليبراليون قبل عام 1918: إدوارد لاسكر (1829 - 1884)؛ رودولف فون بينيجسن - هانز فيكتور فون أونروه - يوجين ريختر
- Freisinn: ثيودور بارث - فريدريش ناومان - ماكس ويبر
- Deutsche Demokratische Partei: فالتر راتيناو - ثيودور هيوس
- دويتشه فولكس بارتي: غوستاف ستريسمان
- LDPD (شرق ألمانيا): فالديمار كوتش، فيلهلم كولز، مانفريد جيرلاخ
- Freie Demokratische Partei: رالف داريندورف - كارل هيرمان فلاتش - هانز ديتريش جينشر - أوتو جراف لامبسدورف - والتر شيل - جويدو فيسترفيل - كريستيان ليندنر

## المفكرين الليبراليين
في المساهمات في النظرية الليبرالية، يتم تضمين المفكرين الألمان التاليين:
- إيمانويل كانت (1724-1804)
- أوغست لودفيج فون شلوزر (1735-1809)
- فيلهلم فون همبولت (1767-1835)
- لودفيج جوزيف برينتانو (1844-1931)
- فريدريش ناومان (1860-1919)
- ماكس ويبر (1864-1920)
- فالتر راثيناو (1867-1922)
- أدولف فون هارناك (1851-1930)
- فيلهلم روبك (1899-1966)
- رالف دارندورف (1929-2009)